# Чубуклы
Чубуклы — село в Заинском районе республики Татарстан.

## История
Много лет назад в этих местах, богатых речками и ключами, впервые появился человек. Первоначально, как считают местные краеведы, поселились будущие чубуклинцы в том месте, которое до сих пор именуется Старой деревней. Но, видимо, оно оказалось не очень удачным для проживания, и потому вся деревня снялась с места и переселилась под так называемую Охранную гору (Каравыл Тавы), которая защищала поселение от холодных северных ветров. Свою новую деревню жители назвали Чубуклы. Дело в том, что местность эта была в густой поросли мелкого тальника, который по-татарски именуется "чыбык". Собственно, в татарской транскрипции название так и звучит - "Чыбыклы". А вот Охранная гора, как утверждает историк Джихангир Сибгатуллин (Җиһангир Сибгатуллин), это один из сторожевых постов Закамской оборонительной черты, сооруженной в 1652-1656 годах и проходившей в пяти километрах от территории нынешней деревни. Впервые село было упомянуто в рапорте казанского губернатора князя Мещерского 28 февраля 1775 года в связи с тем, что жители его активно выступали на стороне пугачёвцев, выставив отряд в пятьдесят человек.
Народ в Чубуклах был грамотный. Здесь имелись свои учебные заведения. По данным 1870 года, в селе значились и медресе, и мечеть. Из 127 дворов, насчитанных четырнадцатью годами позже, тридцать семь были зарегистрированы, как христиане, хотя тайно исповедовали ислам и много раз подавали прошение о причислении их к мусульманам. Но только после манифеста 1905 года они смогли официально зарегистрироваться, как мусульмане.
Есть в этих местах ещё одна достопримечательность. Это - Сугыш тавы. По-русски чубуклинцы именуют её Горой стычек. Дело в том, что в своё время не очень добросовестный землемер прирезал земли, испокон веков принадлежавшие Чубуклам, соседней деревне Онбия. И всякий раз в посевную эти две деревни силой решали принадлежность отрезанных участков. Лишь с наступлением колхозной эпохи эти стычки прекратились. Всё стало общее и ничьё. Тем более что теперь эти две деревни входили в состав одного хозяйства - СПК "Родина".
В «Списке населенных мест по сведениям 1870 года», изданном в 1877 году, населённый пункт упомянут как деревня Чубуклы 3-го стана Мензелинского уезда Уфимской губернии. Располагалась при речке Чубуклинке, по левую сторону коммерческого тракта из Бугульмы в Мамадыш, в 96 верстах от уездного города Мензелинска и в 15 верстах от становой квартиры в селе Заинск (Пригород). В деревне, в 88 дворах жили 573 человека (татары, 260 мужчин и 270 женщин, русские, 17 мужчин и 26 женщин), были мечеть, училище. Помимо традиционных земледелия и скотоводства, жители занимались пчеловодством.

## Известные люди
Родом из Чубуклов:
- Тухватуллин, Фатих Насырович (1894—1938) — первый нарком Внутренних дел Автономной Башкирской Советской Республики (1919—1920), участник Башкирского национального движения, общественный и государственный деятель.
- В Чубуклах появились на свет народный артист РТ, заслуженный артист Башкортостана Фоат Зарипов,
- популярный в республике Татарстан баянист Максат Гумаров (Максат Гомәров)
- Своей второй родиной считал Чубуклы и глава администрации Заинского района Ринат Фардиев, чьё становление как руководителя связано с чубуклинским колхозом "Родина", который он возглавлял около десяти лет.

## Климат
Климат средний континентальный. Код климата по климатической классификации Кёппен-Гейгера: Dfb. Средняя годовая температура воздуха 3.9 °C.